# Piotr Frelek
Piotr Frelek (ur. 28 kwietnia 1971 w Kwidzynie) – polski piłkarz ręczny, grający na pozycji skrzydłowego bądź rozgrywającego, mistrz i reprezentant Polski.

## Kariera sportowa
Jest wychowankiem MMTS Kwidzyn, następnie reprezentował barwy Wybrzeża Gdańsk, z którym w latach 1990, 1991 i 1992 sięgnął po mistrzostwo Polski. W latach 2000–2006 ponownie występował w MMTS Kwidzyn, następnie był zawodnikiem Warmii Olsztyn (2006-2010) i Pogoni Szczecin (2010-2013, odszedł po rundzie jesiennej sezonu 2012/2013). W sezonie 2008/2009 był najlepszym strzelcem ligi, zdobywając 200 bramek.
W latach 2000–2002 wystąpił 24 razy w reprezentacji Polski seniorów, zdobywając 56 bramek, zagrał m.in. na mistrzostwach Europy w 2002 (15. miejsce).
W latach 2013–2017 był najpierw krótko zawodnikiem, a następnie trenerem niemieckiej drużyny HSV Insel Usedom, występującej w lidze regionalnej, w maju 2017 został trenerem Pogoni Szczecin. Tę ostatnią funkcję pełnił do lutego 2019.